# Miriam Soljak

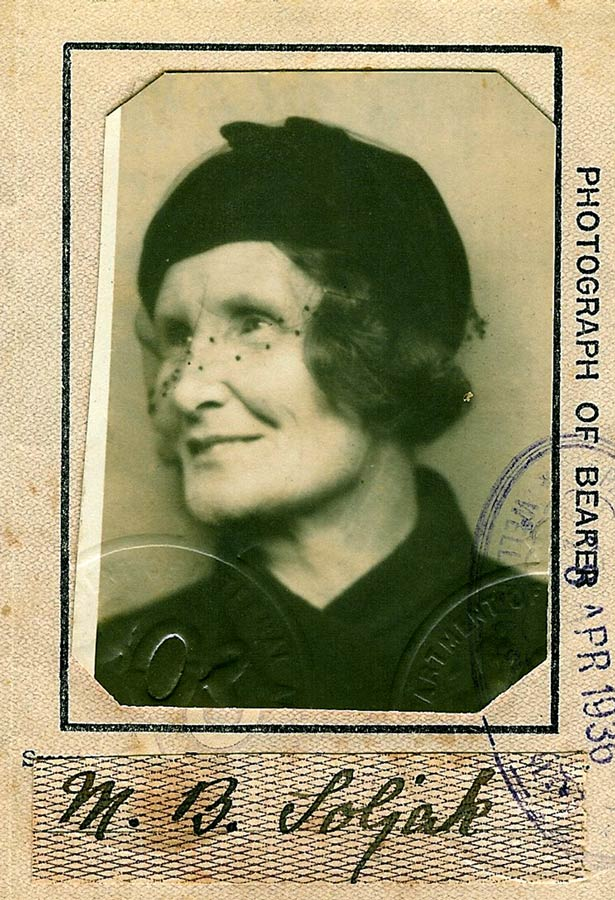
Miriam Bridelia Soljak
Foto für ihr Personalausweis (1936)

Miriam Bridelia Soljak (* 15. Juni 1879 in Thames, Region Waikato, Neuseeland; † 28. März 1971 in Auckland, Neuseeland) war eine neuseeländische Lehrerin, politische Aktivistin, Frauenrechtlerin und Journalistin.

## Frühes Leben
Miriam Bridelia Cummings wurde am 15. Juni 1879 als Tochter und eins von acht Kindern der Eheleute Annie Cunningham und dem Schreiner Matthew Cummings in Thames, in der Region Waikato geboren. Ihre Mutter war irischer Abstammung und ihr Vater in Schottland geboren. Das Problem unterschiedlicher Religionszugehörigkeiten lösten ihre Eltern, indem die beiden Söhne protestantisch erzogen wurden und die sechs Töchter katholisch, so auch Miriam. Sie besuchte die High Schools in Thames und New Plymouth und wurde nach ihrer Schulzeit Lehrerin.

## Tätigkeit als Lehrerin
Miriam unterrichtete ab dem 1. April 1896 zunächst an der New Plymouth Central School, danach an der Kauaeranga School in Thames, wechselte als sie 19 Jahre alt war zur Taumarere Native School in Northland und später an die Pakaru School. In der Siedlung der Māori dort lebte sie in einer gemischt Pākehā-Māori-Familie und lernte die Kultur und die Sprache der Māori kennen, die sie dadurch fließend sprechen lernte. Ihre Tätigkeit als Lehrerin wurde nur einmal unterbrochen, als sie ein Kind in Auckland zur Welt brachte.

## Ehe
Am 10. Juni 1908 heiratete Miriam in Rotorua, wo sie eine Zeit als Hausmädchen gearbeitet hatte, den Restaurantbesitzer Peter Soljak. Ihr Mann kam aus Dalmatien und war noch nicht lange in Neuseeland. Er besaß keine gute Schulbildung und sein Englisch war schlecht, war aber praktisch veranlagt. Miriam bekam sieben Kinder.

## Leben als Familie
Sie lebten zunächst in Rotorua und ließen sich dann später in Cambridge nieder. 1910 zogen sie nach Pakaru in Northland, wo Miriam ab August 1911 wieder als Lehrerin und Betreuerin für Māori-Kinder arbeitete. Ihr Mann indes fand eine Beschäftigung in einem Brückenbauprojekt in der Nähe von Kawakawa. 1912 musste Miriam ihre Lehrertätigkeit beenden, da ihr viertes Kind zur Geburt anstand. Sie zogen gemeinsam nach Tauranga, wo ihr Mann die unterschiedlichsten Jobs annahm, aber das Geld ständig nicht reichte. Sie zogen ständig um, um der finanziellen Not durch bessere Arbeit zu entgehen.

## Diskriminierung
Zu Beginn des Ersten Weltkriegs wurde Miriam mit ihrem Mann als feindliche österreichische Ausländer eingestuft. Er, obwohl er ausgewandert war, um der Einberufung in die Armee des verhassten österreichischen Kaiserreichs zu entgehen und sie, da sie durch Heirat mit einem Ausländer ihre britische Staatsbürgerschaft verwirkt hatte. In Folge mussten sie sich bei der Polizei registrieren lassen und Beschränkungen für Besitz und Aktivitäten hinnehmen. Als Miriam ihr siebtes und letztes Kind erwartete, verweigerte man ihr sogar ein Bett im Pflegeheim. Die Ausländerregistrierung wurde nach Ende des Kriegs bis 1923 beibehalten.

## Politische Aktivistin
Für Miriam war der Erste Weltkrieg und wie sie in Neuseeland, das eigentlich ihr Heimatland war, behandelt wurde, der Auslöser für ihren politischen Aktivismus. 1920 zog die Familie nach Auckland. Dort traf sie auf Emily Gibson, die ein Mitglied der Women’s Franchise League in Auckland war und später eine Freundin und politisch Verbündete wurde. Die Women’s Franchise League und die Women’s International League hatten sich zu den Women’s International and Political Leagues zusammengeschlossen und wurden 1925 zur Auckland Women’s Branch der New Zealand Labour Party. Das war dann auch für Miriam der Weg, ihr Staatsbürgerschaftsproblem auf die Tagesordnung der Labour Party zu setzen. 1927 nahm sich der Labour-Politiker Peter Fraser des Problems an und brachte einen entsprechenden Gesetzentwurf ins Parlament ein, dass neuseeländische Frauen, die einen Ausländer heiraten, ihre Staatsbürgerschaft behalten können. Das neuseeländische Parlament änderte das Gesetz nicht.
1926 geriet Miriam mit dem Bürgermeister von Auckland auf einer Protestveranstaltung aneinander, als es um die Arbeitslosenunterstützung für Arbeiterinnen ging, die ihnen vorenthalten wurde. Auch wollte sie die Sicht der Regierung nicht akzeptieren, dass die Arbeitslosigkeit der Frauen kein Problem sei, da es keine obdachlosen Frauen gäbe und sie sich auf private Wohltätigkeit verlassen könnten. Miriam politischer Stil wurde zunehmend konfrontativ und 1931 rechnete sie vor, dass es alleine in Auckland rund 10.000 arbeitslose Frauen gab. In dem Jahr war sie Mitglied des Auckland Unemployed Women's Emergency Committee, trat aber zurück, da sie feststellte, dass die zur Verfügung stehenden Mittel gerade ausreichten, ein Register von arbeitslosen Frauen zu führen und zu mehr nicht. In den späten 1920er Jahren engagierte sich Miriam in ihren unterschiedlichen Funktionen des Frauenverbandes der Labour Party in Auckland für ein breites Spektrum aktueller feministischer Themen, worunter die hohe Rate an Müttersterblichkeit, die Mutterschaftsvorsorge, die Kinderfürsorge und die Sexualerziehung der Kinder zählten. Auch für Abrüstung und gegen die Wehrpflicht setzte sie sich ein. Sie wurde als eine überzeugende Rednerin bekannt, erwarb einen Ruf als scharfsinnige freie Journalistin und engagierte sich für ihre Partei ein, den städtischen Māori die Politik ihrer Partei zu erklären. 1928 kritisierte sie als Präsidentin der Auckland Women's Branch der New Zealand Labour Party öffentlich die Anwerbung von Rekruten an den Schulen für den Militärdienst. Auch kämpfte sie öffentlich dafür, dass Frauen den Männern gleichgestellt werden.
Im Mai 1930 wurde ein mit ihrem offiziellen Titel und als Sekretärin unterzeichnet öffentlicher Brief von ihr im Samoa Guardian abgedruckt, in dem sie gegen die Durchsuchung der Häuser von samoanischen Unabhängigkeitsführern protestierte. Da sie die Erklärung auch nicht zurücknehmen wollte, wurde sie von der Labour Party gerügt und ihre Nominierung für die Mitgliedschaft auf Lebenszeit wurde zurückgenommen.

## Radikalisierung
In den 1930er Jahren arbeitete Miriam eine Zeit lang mit Mitgliedern der Communist Party of New Zealand zusammen und engagierte sich auch in anderen radikalen Organisationen. „Unterwerfe dich oder enthalte dich“, war einst ein Ratschlag eines Priesters in Bezug das Thema Familienplanung an sie. Sie brach mit ihrer Kirche und schrieb unter dem Pseudonym „Zealandia“ eine Reihe von Briefen an die Redaktion des New Zealand Herald, in denen sie sich für die Empfängnisverhütung aussprach. Auch brachte sie das Thema der Geburtenkontrolle auf der ersten Working Women's Movement Conference 1934 in Wellington zur Sprache. Infolgedessen wurde die Sex Hygiene and Birth Regulation Society gegründet.

## Reise nach Australien
1934 besuchte Miriam auch die mit ihr befreundete Schriftstellerin Jean Devanny in Australien. Über einen Hinweis des Chefsprechers eines Radiosenders von Auckland, der sie als eine in Neuseeland mit Rundfungerfahrung bekannte Dozentin und Sozialarbeiterin pries, erhielt sie während ihres Aufenthalts in Australien eine Anstellung beim Rundfunk.

## Reise nach England
1936 reiste Miriam nach London, um auch ihre Fragen nach dem Staatsbürgerrecht klären zu können. Auf der Konferenz der einflussreichen Frauenorganisation British Commonwealth League beschrieb sie 1937 den Teilnehmenden die neuseeländische Gesetzgebung zum Staatsbürgerrecht für Frauen. Daraufhin wurde ihr dir Ehre zuteil, zu der jährlichen Entschließung der Organisation ihren Antrag einzubringen, in dem das Recht einer verheirateten Frau auf eine eigene, unabhängige und persönliche Staatsangehörigkeit unter den gleichen Bedingungen wie bei einem Mann bekräftigt wurde.

## Zurück in Neuseeland
Nach ihrer Rückkehr nach Neuseeland ließ sich Miriam im Oktober 1939 von ihrem Mann scheiden, doch ihre neuseeländische Staatsbürgerschaft erhielt sie damit nicht zurück. In den späten 1930er Jahren schrieb Miriam für die neue linke Zeitschrift Woman To-day, übte scharfe Kritik an dem Social Security Act 1938, weil in ihm die Ehefrauen diskriminiert als bloße Anhängsel ihrer Ehemänner behandelt wurden und plädiert leidenschaftlich für „Militanz“ im Kampf um den Frieden. 1940 wurde Miriam Gründungsmitglied des Auckland-Zweigs der New Zealand Family Planning Association und wurde Mitglied in der Rationalist Association und der Sunday Freedom League. Während des Zweiten Weltkriegs setzte sie ihre Friedensarbeit über die neuseeländischen Sektion der Women’s International League for Peace and Freedom fort. Nach Kriegsende ging sie mit ihrem im Krieg versehrten Sohn nach Auckland. Auch mit dem Ende des Krieges wurde das britische Staatsbürgerrecht geändert und die Regelung von 1928 wieder aufgehoben, und dies sogar rückwirkend. Miriam versöhnte sich mit der Labour Party, wurde wieder Mitglied und erhielt schließlich eine Auszeichnung für ihr langjähriges Engagement.
Miriam Bridelia Soljak verstarb am 28. März 1971 in Auckland im Alter von 91 Jahren.